# Sigino
Sigino è una circoscrizione rurale (rural ward) della Tanzania situata nel distretto urbano di Babati, regione del Manyara. Conta una popolazione di 10 038 abitanti (censimento 2012).